# Ingegneria economica
L’ingegneria economica è una scienza multidiscliplinare, costituita dall'integrazione di discipline appartenenti all'economia, alle tecnologie ed al diritto, che è applicata nella gestione di progetti e processi.

## Descrizione
Le sue componenti sono: 
- Scienze economiche, in particolare l'economia aziendale e la finanza.
- Scienze giuridiche, in particolare la gestione contrattuale.
- Statistica e la ricerca operativa.
- Organizzazione.
- Pianificazione, programmazione e controllo (tecnico, economico, finanziario)
- Ingegneria dei costi (preventivazione, analisi, controllo).
- Tecnologia specifica del progetto o processo considerato; qualora si tratti di un progetto di ingegneria e costruzione (civile o industriale) si tratterà di competenze di ingegneria integrata.

L'ingegneria economica investe tutte le fasi del ciclo di vita del progetto, che nel caso di un progetto di ingegneria industriale si possono riassumere nei punti seguenti:
- la fase strategica, che comprende l'ideazione e la progettazione concettuale (design) o di processo, lo studio di fattibilità e l'analisi delle alternative, la promozione ed il finanziamento, e che termina con la decisione di realizzare o di annullare il progetto,
- la progettazione (engineering),
- la definizione del piano operativo (baseline, budget),
- l'esecuzione, a sua volta composta da logistica (procurement), costruzione (construction), ed avviamento (commissioning),
- la gestione integrata del progetto stesso (project management), includendovi la gestione contrattuale (contract management, claim management) ed il controllo tecnico, economico e finanziario (planning & project control),
- l'esercizio e la manutenzione,
- la manutenzione straordinaria, ristrutturazione o dismissione

Essa può estendersi alla gestione integrata di più progetti in uno stesso ambito aziendale o di committenza o in uno stesso territorio; benché la disciplina sia nata nel campo dei progetti di ingegneria e costruzione, essa è oggi applicata a progetti di tipo diverso e, per analogia, viene spesso riferita ad attività di gestione per processi. Recentemente si verifica sempre più l'estensione alla gestione ed al controllo tecnico-economico dell'intero ciclo di vita del progetto e del processo o servizio che da esso derivano.
Il corpo delle conoscenze dell'ingegneria economica è accreditato dall'ICEC (International Cost Engineering Council) e custodito in Italia dall'AICE (Associazione Italiana di Ingegneria Economica),  unico ente italiano abilitato al rilascio delle certificazioni accreditate in tutti i paesi in cui l'ICEC è presente. In Italia è altresì presente una sezione dell'AACE International (Association for the Advancement of Cost Engineering) denominata AACE - Sezione Italia, anch'essa attiva nel campo della certificazione.
Le professioni in cui l'ingegneria economica è applicata sono la gestione ed il controllo di progetti o processi complessi (ingegneria di progetto, project management, project control), la gestione contrattuale (contract management, claim management), la programmazione.
L'attività professionale dell'Esperto in Ingegneria Economica si esplica:
- In azienda (ingegneria & costruzione, progettazione, costruzione, ecc.): Project Director, Project / Programme Manager, Proposal Manager, Project Comptroller (Controller), Planning Engineer, Cost Engineer, Estimator, Construction Economist, Quantity Surveyor.
- Presso la Committenza: Portfolio / Programme Manager, Project Director, Project Monitor, Project Auditor.
- Professione autonoma e consulenza

Oltre che nei progetti di ingegneria e costruzione, i principi di ingegneria economica vengono applicati in progetti militari, progetti di ricerca, progetti di innovazione, miglioramento di processi, introduzione di prodotti innovativi sul mercato; essi possono essere applicati a qualsiasi progetto imprenditoriale, ad esempio all'istituzione di una nuova azienda, alla realizzazione di un'opera cinematografica e così via.
Vale la pena di ricordare che esiste una differenza storicamente ben radicata fra la struttura della professione nei paesi latini, ove la gestione ed il controllo di un progetto sono viste in maniera integrata, e nei paesi anglosassoni ove gestione e controllo sono viste in contrapposizione, con la presenza di professionalità sconosciute nei paesi latini (Quantity Surveyor, Construction Economist); negli Stati Uniti ed in Germania la visione è intermedia mentre, a partire dalla fine del XX secolo, l'impostazione latina e quella anglosassone tendono ad avvicinarsi progressivamente.

### Terminologia
Riportiamo qui di seguito il corrispondente in lingua inglese di alcuni termini italiani:
- Ingegneria economica: Total cost management. A partire dal 1998 il termine inglese è stato scelto, al Congresso Mondiale dell'ICEC, per unificare la terminologia da tempo dibattuta: la IACE usava solo il termine più restrittivo Cost Engineering, l'AICE il termine Ingegneria economica e le associazioni di lingua spagnola parlavano di Ingenieria Económica, Financiera y de Costos.
- Gestione di progetto: Project management
- Gestione contrattuale: Contract management
- Pianificazione: Planning
- Programmazione: Scheduling
- Controllo di progetto: Project control